# Alcea
Alcea is een geslacht van bloeiende planten uit de kaasjeskruidfamilie (Malvaceae). Het geslacht kent ongeveer 60 soorten.

## Verspreiding
De meeste soorten komen in Midden- en Zuidwest-Azië voor. Enkele soorten komen in Egypte en Zuidoost-Europa voor. In België en Nederland komt de stokroos (Alcea rosea) verwilderd voor.

## Beschrijving
De planten hebben een rechtopstaande stengel, die een, tweejarig of kortlevende meerjarige planten zijn. In het eerste jaar ontstaat alleen een rozet van bladeren. In het tweede jaar worden ze rechtopstaande planten, al of niet vertakt.

## Soorten
- Alcea abchazica Iljin
- Alcea acaulis (Cav.) Alef.
- Alcea afghanica Riedl
- Alcea africana (Lam. ex G.Don) Lour.
- Alcea antoninae Iljin
- Alcea apterocarpa (Fenzl) Boiss.
- Alcea arbelensis Boiss. & Hausskn.
- Alcea assadii Pakravan
- Alcea aucheri (Boiss.) Alef.
- Alcea baldshuanica (Bornm.) Iljin
- Alcea biennis Winterl
- Alcea calvertii (Boiss.) Boiss.
- Alcea digitata Alef.
- Alcea dissecta (Baker f.) Zohary
- Alcea djahromi Parsa
- Alcea excubita Iljin
- Alcea fasciculiflora Zohary
- Alcea flavovirens (Boiss. & Buhse) Iljin
- Alcea freyniana Iljin
- Alcea froloviana (Litv.) Iljin
- Alcea galilaea Zohary
- Alcea ghahremanii Pakravan & Assadi
- Alcea gorganica (Rech.f., Aellen & Esfand.) Zohary
- Alcea grossheimii Iljin
- Alcea guestii Zohary
- Alcea heldreichii (Boiss.) Boiss.
- Alcea hohenackeri Boiss.
- Alcea hyrcana Grossh.
- Alcea ilamica Pakravan
- Alcea iranshahrii Pakravan, Ghahr. & Assadi
- Alcea karakalensis Freyn
- Alcea karsiana (Bordz.) Litv.
- Alcea kazerouni Parsa
- Alcea koelzii Riedl
- Alcea kopetdaghensis Iljin
- Alcea kuhsanguia Parsa
- Alcea kurdica (Schltdl.) Alef.
- Alcea kusjariensis (Iljin ex Grossh.) Iljin
- Alcea lavateriflora (DC.) Boiss.
- Alcea lenkoranica Iljin
- Alcea loftusii (Baker f.) Zohary
- Alcea longipedicellata Riedl
- Alcea mazandaranica Pakravan & Ghahr.
- Alcea mosulensis Riedl
- Alcea mozaffarianii Ghahr. & Pakravan & Assadi
- Alcea nikitinii Iljin
- Alcea nudicaulis (Lindl.) Boiss.
- Alcea nudiflora (Lindl.) Boiss.
- Alcea peduncularis Boiss. & Hausskn.
- Alcea pisidica Hub.-Mor.
- Alcea popovii Iljin
- Alcea rechingeri (Zohary) Riedl
- Alcea remotiflora (Boiss. & Heldr.) Alef.
- Alcea rhyticarpa (Trautv.) Iljin
- Alcea rosea L. - Stokroos
- Alcea rosulata Riedl
- Alcea rugosa Alef.
- Alcea sachsachanica Iljin
- Alcea scabridula Riedl
- Alcea semnanica Pakravan
- Alcea setosa (Boiss.) Alef.
- Alcea sophiae Iljin
- Alcea sosnovskyi Iljin
- Alcea sotudehi Parsa
- Alcea striata (DC.) Alef.
- Alcea sycophylla Iljin & V.V.Nikitin
- Alcea tabrisiana (Boiss. & Buhse) Iljin
- Alcea talassica Iljin
- Alcea tarica Pakravan & Ghahr.
- Alcea teheranica Parsa
- Alcea transcaucasica (Iljin ex Grossh.) Iljin
- Alcea turcomanica Iljin
- Alcea turkeviczii Iljin
- Alcea vameghii Parsa
- Alcea wilhelminae Riedl
- Alcea woronowii (Iljin ex Grossh.) Iljin
- Alcea xanthochlora Riedl

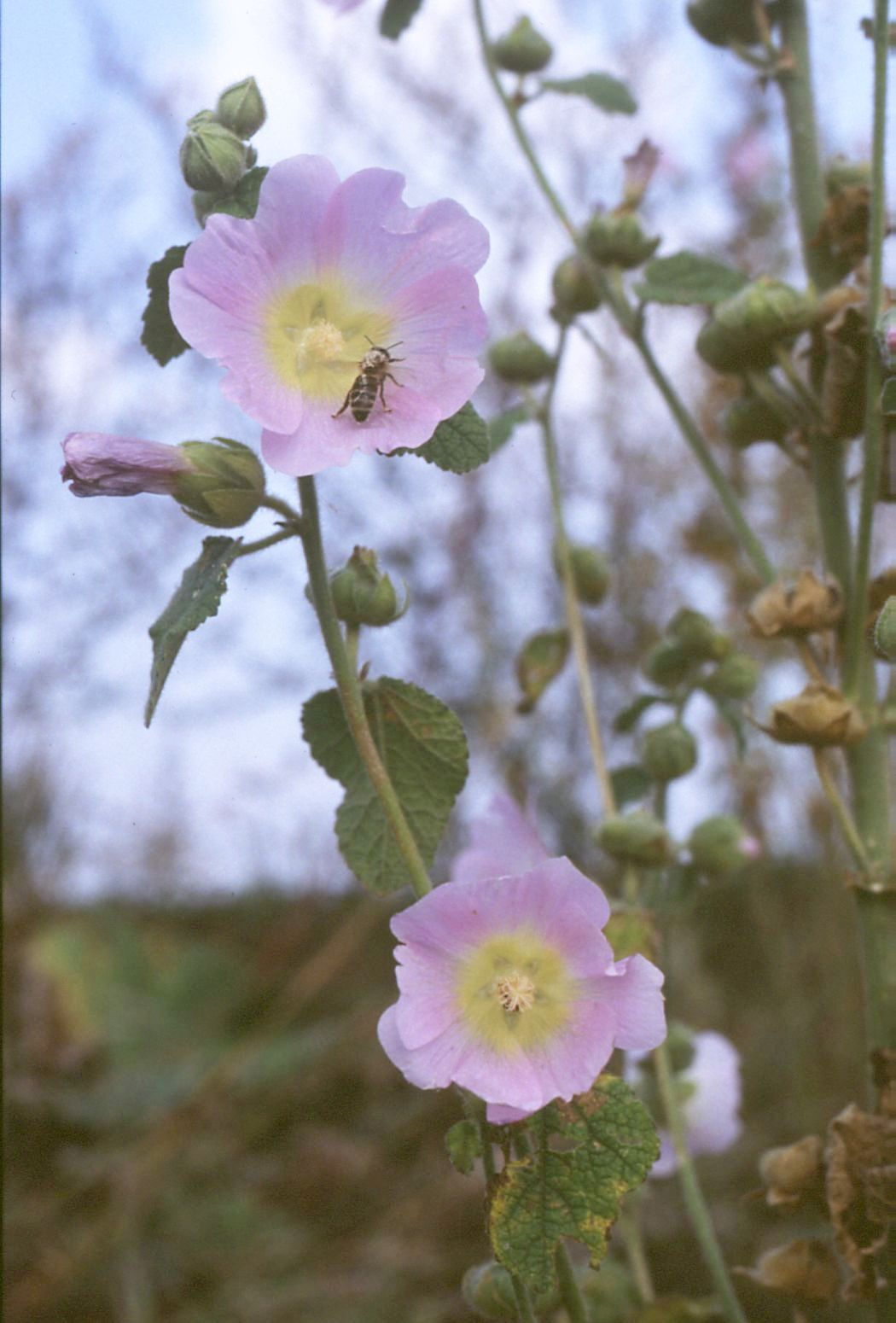
Alcea biennis
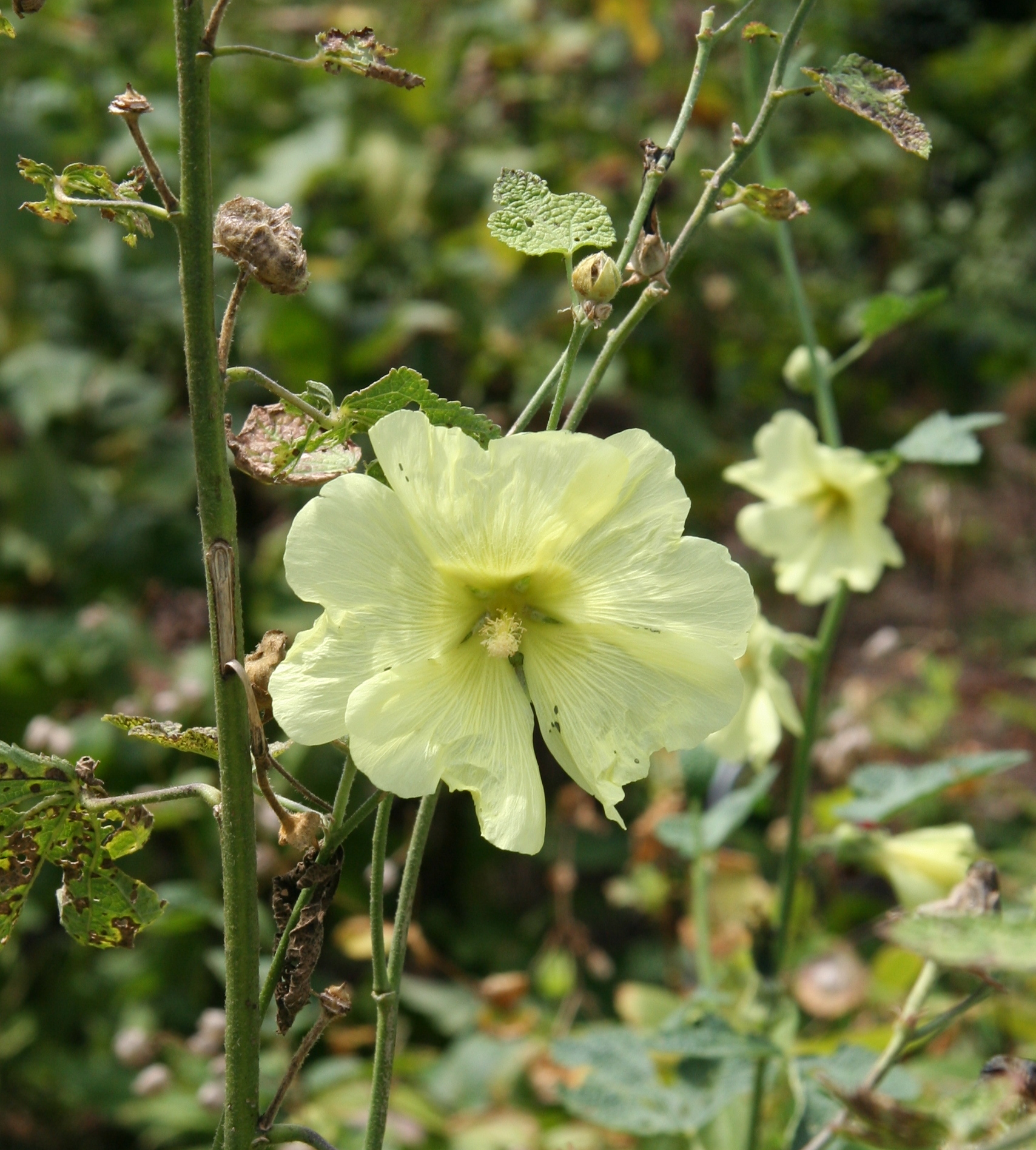
Alcea rugosa
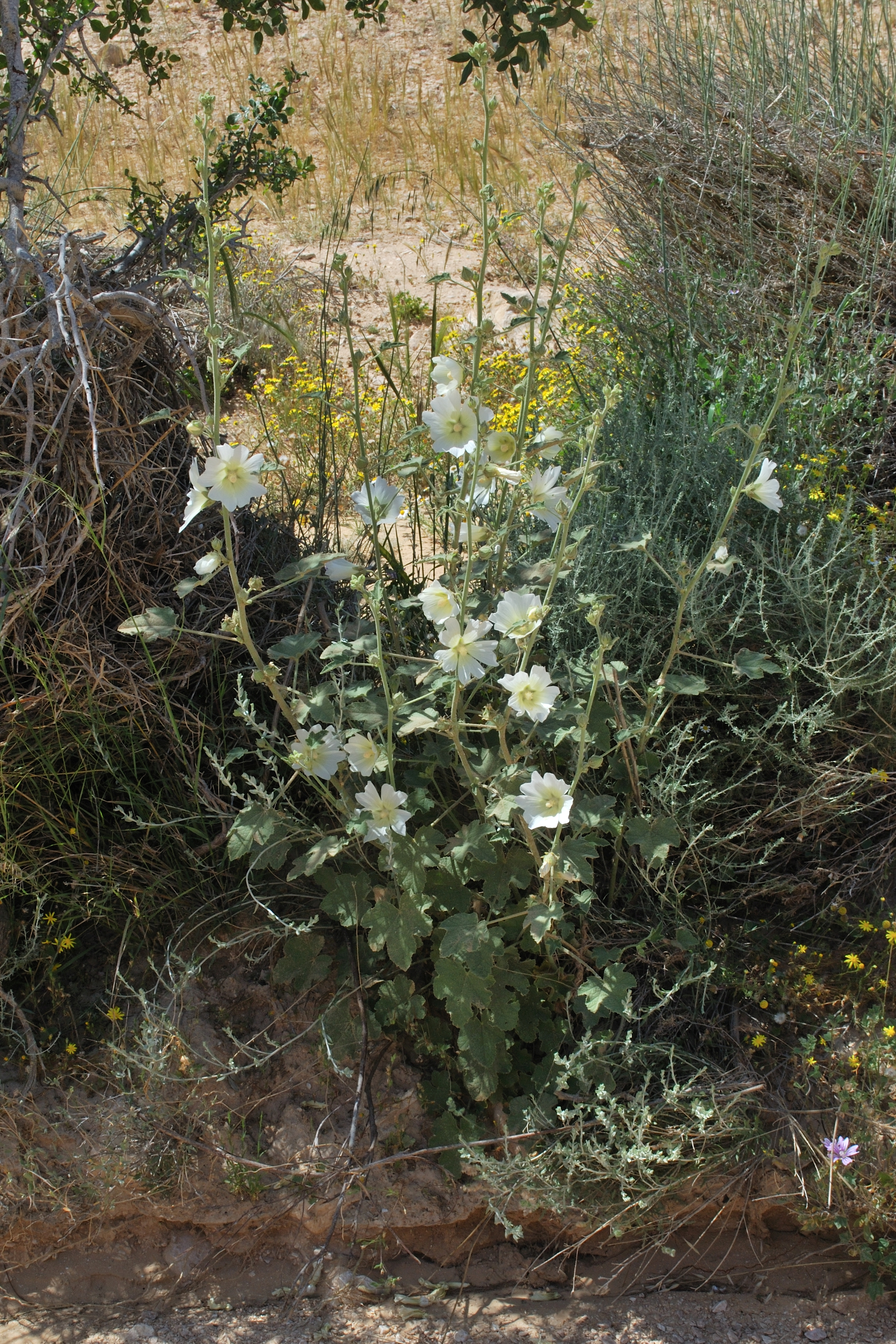
Alcea striata
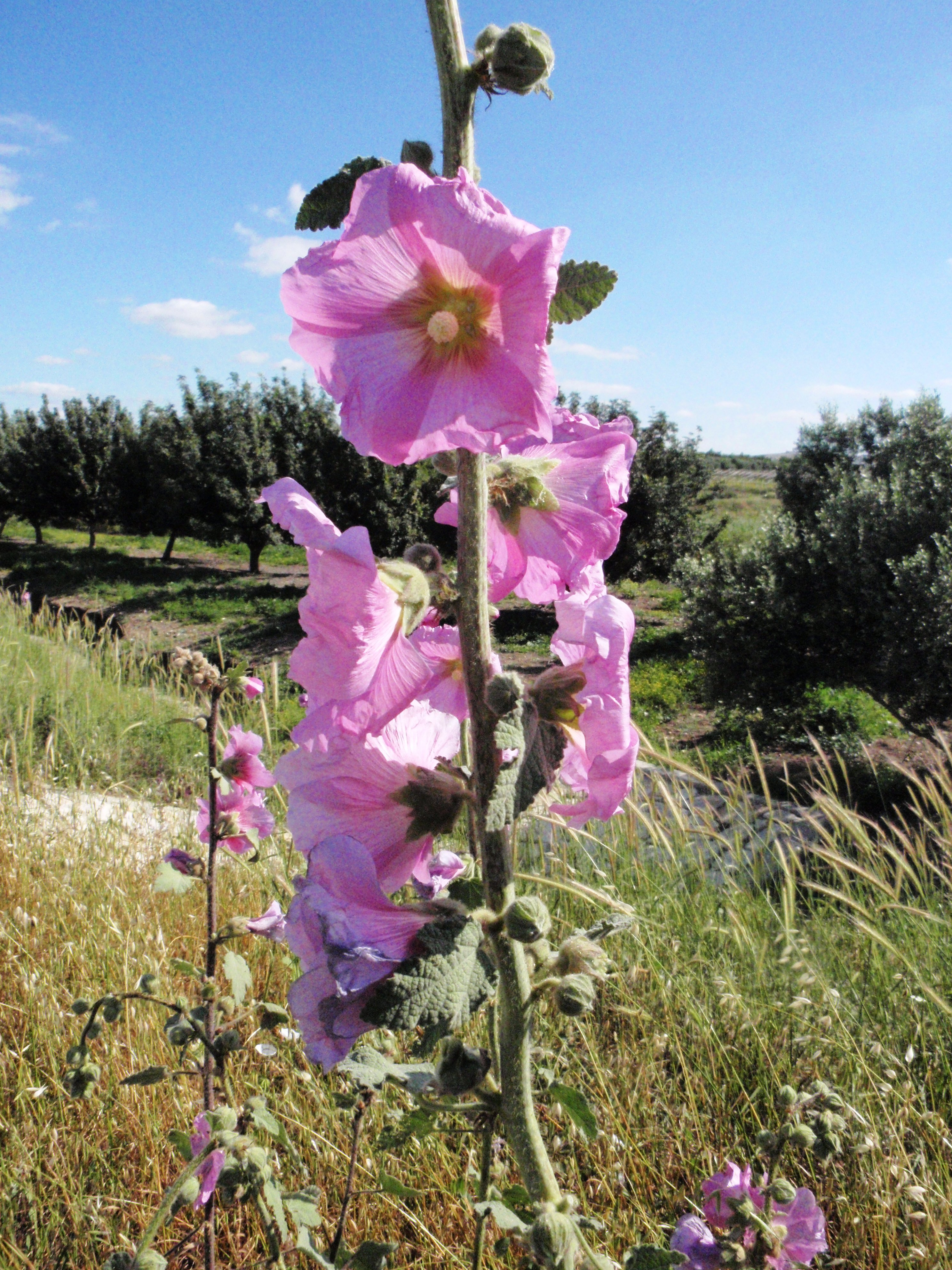
Alcea setosa

## Ecologie
De planten zijn voedselplant voor verschillende vlindersoorten, zoals Bucculatrix quadrigemina en de distelvlinder (Vanessa cardui).
... · 
Abelmoschus · 
Abroma · 
Abutilon · 
Acaulimalva · 
Acropogon · 
Akrosida · 
Allosidastrum · 
Allowissadula · 
Apeiba · 
Ayenia · 
Bakeridesia · 
Adansonia (Baobab) · 
Alcea · 
Althaea (Heemst) · 
Anisodontea · 
Anoda · 
Argyrodendron · 
Bastardia · 
Berrya · 
Bombax · 
Brachychiton · 
Brownlowia · 
Burretiodendron · 
Byttneria · 
Callirhoe · 
Carpodiptera · 
Cavanillesia · 
Ceiba · 
Chiranthodendron · 
(Chorisia) · 
Cola · 
Colona · 
Commersonia · 
Corchorus · 
Craigia · 
Cristaria · 
Cullenia · 
Diplodiscus · 
Dombeya · 
Duboscia · 
Durio · 
Entelea · 
Eremalche · 
Eriolaena · 
Eriotheca · 
Firmiana · 
Franciscodendron · 
Fremontodendron · 
Fuertesimalva · 
Glyphaea · 
Gossypium (Katoenplant) · 
Grewia · 
Guichenotia · 
Gynatrix · 
Gyranthera · 
Hampea · 
Hannafordia · 
Helicteres · 
Heliocarpus · 
Herissantia · 
Heritiera · 
Hermannia · 
Hibiscadelphus · 
Hibiscus · 
Hildegardia · 
Hoheria · 
Horsfordia · 
Howittia · 
Huberodendron · 
Iliamna · 
Keraudrenia · 
Kleinhovia · 
Kokia · 
Kosteletzkya · 
Kostermansia · 
Kydia · 
Lagunaria · 
Lasiopetalum · 
Lavatera · 
Lawrencia · 
Lebronnecia · 
Luehea · 
Lysiosepalum · 
Macrostelia · 
Malacothamnus · 
Malope · 
Malva (Kaasjeskruid) · 
Malvaviscus · 
Malvella · 
Matisia · 
Megistostegium · 
Melhania · 
Melochia · 
Microcos · 
Nayariophyton · 
Nesogordonia · 
Ochroma · 
Pachira · 
Palaua · 
Pavonia · 
Pentace · 
Pentaplaris · 
Phragmotheca · 
Phymosia · 
Pseudobombax · 
Pterospermum · 
Pterygota · 
Quararibea · 
Radyera · 
Reevesia · 
Rhodognaphalon · 
Robinsonella · 
Rulingia · 
Scaphium · 
Scaphopetalum · 
Schoutenia · 
Scleronema · 
Senra · 
Sida · 
Sidalcea · 
Sparrmannia · 
Sphaeralcea · 
Sterculia · 
Symphyochlamys · 
Talipariti · 
Theobroma · 
Thespesia · 
Thomasia · 
Tilia (Linde) · 
Triplochiton · 
Triumfetta · 
Trochetia · 
Trochetiopsis · 
Urena · 
Waltheria · 
Wercklea · 
Wissadula · 
...